# Джанибекян, Карен Гургенович
Карен Гургенович Джанибекян (арм. Կարեն Ջանիբեկյան; 1 июля 1937, Ереван — 22 марта 2015, Ереван) — советский и армянский актёр театра и кино, театральный педагог, народный артист Республики Армения (2010).

## Биография
В 1966 году окончил Ереванский художественно-театральный институт.
В 1966—1967 годах работал в Тбилисском армянском драматическом театре (Тбилиси).
В 1967—1969 годах преподавал в Ереванском академическом театре драмы им. Сундукяна. В 1982 году вернулся в театр в качестве актёра.
Снялся в более чем 50 фильмах: «Специальное задание», «Со времен голода», «Царь Чах-чах», «Кум Моргана», «Хаос», «Осеннее солнце», «Аревик», «Крупный выигрыш», «Трое из нас», «Лицом об стену», «Кровь», «Товарищ Панджуни», «Лабиринт», «Ереван джан», «Ловембер», «Тропа», «Возвращение блудного сына» и др.
Умер после продолжительной болезни 22 марта 2015 года на 78-м году жизни в Ереване, похоронен в Ереванском городском пантеоне имени Комитаса.

### Семья
Дед — Джанибек Тер-Хачатрян (?—1918).
Отец — Гурген Джанибекян (1897—1978) — армянский советский актёр театра и кино, театральный режиссёр, педагог, народный артист СССР.
Сын — Микаэл Джанибекян (род. 1973) — армянский актёр театра и кино.
Сын — Сос Джанибекян (род. 1988) — армянский актёр театра и кино.

## Награды
- Медаль Мовсеса Хоренаци (2009)[4].
- Заслуженный артист Республики Армения (2004).
- Народный артист Республики Армения (2010).

## Работы в театре
- «Ацаван» Наири Зарьян — Григорий
- «Перед заходом солнца» Г. Гауптман — Винтёр
- «Жизнь господина де Мольера» по М. А. Булгакову — Мольер
- «Страсти под вязами» Юджин О’Нил — Кэбот
- «Мэр района Санита» Эдуардо Де Филиппо — Фабио
- «Забыть Герострата!» Григория Горина — Герострат

## Фильмография
- 1961 — Дорога (Арменфильм) — эпизод
- 1965 — Чрезвычайное поручение — анархист
- 1966 — Из времён голода — Андре (дублировал Константин Тыртов)
- 1969 — Кум Моргана (Մորգանի Խնամին; Студия телефильмов «Ереван») — эпизод
- 1969 — Царь Чах-Чах (новелла «Царь Чах-Чах») — эпизод
- 1973 — Хаос (Քաոս; Арменфильм) — Гриша (дублировал Юрий Боголюбов)
- 1975 — Рыжий самолёт — Захар
- 1976 — Багдасар разводится с женой (Арменфильм) — судья (озвучил Константин Карельских)
- 1977 — Знак вечности (Ленфильм) — эпизод
- 1978 — Аревик — шофёр
- 1979 — Самый лучший человек (новелла «Путь возврата») — старик
- 1980 — Крупный выигрыш — эпизод
- 1982 — Крик павлина (Арменфильм) — немой
- 1982 — Самая тёплая страна (Арменфильм) — дед Левон
- 1983 — Парикмахер, у дяди которого дрессированный тигр отгрыз голову — отец
- 1983 — Полустанок
- 1983 — Хозяин (Арменфильм) — Сеник
- 1984 — Король Джон — лорд
- 1985 — Апрель (Арменфильм)
- 1985 — Берега в тумане — Гурген Акопов
- 1985 — Доброе утро (фильм, 1985)
- 1985 — Капитан Аракел (Арменфильм) — Мати
- 1985 — Куда идёшь, солдат? (Арменфильм) — эпизод
- 1986 — Пока живём (Арменфильм) — начальник колонии
- 1987 — Аптека на перекрёстке (Арменфильм) — Мушег
- 1987 — На дне (Арменфильм) — рабочий
- 1987 — Пять писем прощания (Арменфильм) — эпизод
- 1987 — 13-й апостол — член экспедиции
- 1987 — Трое из нас (новелла «Слово»)
- 1988 — Тайный советник (Арменфильм) — Милитон
- 1989 — И повторится всё… (Арменфильм) — эпизод
- 1989 — Лицом к стене (Арменфильм) — Бжшкян
- 1989 — Созвездие Козлотура — сумасшедший дядюшка
- 1989 — Фокусник (фильм, 1989) (Арменфильм) — музыкант
- 1990 — Кровь (Арменфильм)
- 1991 — Срок — семь дней (Ереванский камерный театр)
- 1991 — Утерянный рай (Арменфильм)
- 1992 — Где ты был, человек божий? (Арменфильм)
- 1992 — Глас вопиющий (Арменфильм) — Юнус
- 1993 — Товарищ Панджуни (Арменфильм) — кузнец Мико
- 1994 — Лабиринт (фильм, 1994) (Армения, Франция, Чехия) — старик
- 1999 — Иди с миром (Арменфильм) — тракторист
- 2000 — Сумасшедший ангел (Арменфильм)
- 2001 — Мужская работа (Армения, Франция) — Муса Магомедов, пожилой милиционер в Чечне (1 сезон)
- 2001 — Симфония молчания — художник
- 2002 — Поездка (The Journey; США) — офицер армии
- 2003 — Ереван джан (Армения)
- 2004 — Lovember (Армения)
- 2005 — Путь (The Path; США, Армения) — отец Левона
- 2007 — Возвращение блудного сына (Անառակ որդու վերադարձը; Армения)
- 2009 — Жаркая страна, холодная зима (Армения, Нидерланды, Германия)
- 2013 — Стеклянный брелок (Ապակե կախազարդ; Армения)